# The Lawrence Arms
The Lawrence Arms is een Amerikaanse punkband uit Chicago. De band werd opgericht in 1999. De band bestaat uit zanger en bassist Brendan Kelly, zanger en gitarist Chris McCaughan en drummer Neil Hennessy. De bandnaam is afkomstig van een huis in Chicago, dat Lawrence Arms heet. Hun eerste cd's kwamen uit op het platenlabel Asian Man Records, maar in 2002 stapte de band over naar het grotere Fat Wreck Chords. In 2014 tekende de band bij Epitaph Records voor de uitgave van hun zesde studioalbum Metropole.

## Geschiedenis

### Voorafgaand
Voordat The Lawrence Arms gevormd werd, waren de drie bandleden actief in andere bands in en rondom Chicago. Brendan Kelly speelde in de ska-punk band Slapstick, Chris McCaughan in Tricky Dick en The Broadways, en Neil Hennessy in een band genaamd Baxter. Zowel Slapstick en The Broadways brachten hun albums uit via het punklabel Asian Man Records, een klein platenlabel gevestigd in Monte Sereno, Californië, dat later ook albums zou uitgeven van The Lawrence Arms.

### Vroege jaren
De drie muzikanten vormden samen The Lawrence Arms in 1999. Hoewel de meeste beginnende punkbands beginnen met het uitgeven van singles en ep's, gebruikten de bandleden van The Lawrence Arms de al gevestigde relatie met Asian Man Records om onmiddellijk te kunnen beginnen met het opnemen van het studioalbum A Guided Tour of Chicago, dat later dat jaar werd uitgegeven. Het tweede studioalbum, Ghost Stories, volgde in 2000.
De twee daaropvolgende uitgaves waren split-ep's met andere bands. De eerste, een split met de band Shady View Terrace, werd uitgebracht in 2000 en was hun eerste uitgave dat werd opgenomen door Matt Allison, die ook al hun latere uitgaven zou opnemen en produceren. De tweede ep, Present Day Memories, werd uitgebracht in 2001 en was een split met The Chinkees.

### Fat Wreck Chords
De band werd na enkele tours en het uitgeven van twee studioalbums opgemerkt door Fat Mike van NOFX en tevens de oprichter van het punklabel Fat Wreck Chords. De band tekende een contract bij Fat Wreck Chords eind 2001. Hun eerste uitgave onder het label was een single en een van de singles uit de Fat Club reeks van Fat Wreck Chords.  Dit werd gevolgd door het studioalbum Apathy and Exhaustion, dat werd uitgebracht in 2002.
Het volgende album op dit label was The Greatest Story Ever Told uit 2003. Dit werd gevolgd door uitgebreide nationale tours tussen 2003 en 2004. Ook werd er een nummer van The Lawrence Arms op het compilatiealbum Rock Against Bush, Vol. 2 van Fat Wreck Chords gezet.

### The Falcon, Sundowner enOh! Calcutta!
In december 2004 vormden Kelly en Hennessy samen met Dan Andriano (van Alkaline Trio en Slapstick) en Todd Mohney (voormalig lid van Rise Against) een band genaamd The Falcon. Hetzelfde jaar kwam er ook een ep van deze band uit, getiteld God Don't Make No Trash or Up Your Ass with Broken Glass, dat werd uitgegeven onder het net opgerichte platenlabel Red Scare Industries. Ondertussen nam de publieke interesse in The Lawrence Arms toe, waardoor Asian Man Records naar aanleiding daarvan een cd met de nummers van alle ep's van de band besloot uit te geven. Dit leidde tot het eerste verzamelalbum van The Lawrence Arms; Cocktails & Dreams. Dit album werd in juni 2005 door Asian Man uitgegeven en bevat zeldzame nummers, nummers die exclusief voor compilatiealbums waren en alle nummers van beide ep's van de band.
De band ging terug naar de studio in oktober en november 2005. Het studioalbum Oh! Calcutta! werd vervolgens in maart 2006 door Fat Wreck Chords uitgegeven. Er werd een videoclip voor het nummer "The Devil's Takin' Names" gemaakt en de band toerde in 2006 met een aantal andere bands waaronder NOFX, Alkaline Trio, The Draft, Lagwagon, en A Wilhelm Scream. Het debuutalbum van The Falcon (Unicornography) werd op 26 september dat jaar uitgegeven.
In maart 2007 bracht McCaughan het debuutalbum van zijn nieuwe band Sundowner uit. The Lawrence Arms toerde weer in het najaar van 2007, met hun nevenprojecten The Falcon en Sundowner als openers, samen met de onlangs herenigde punkband American Steel. Sundowner toerde ook met Chuck Ragan (van Hot Water Music), Ben Nichols (van Lucero) en Tim Barry (voormalig lid van Avail). Hennessy werd ondertussen lid de band Smoking Popes en toerde ook met hen.

### Buttsweat and TearsenMetropole
In juni 2009 nam de band een ep op getiteld Buttsweat and Tears, dat werd uitgebracht via Fat Wreck Chords op 27 oktober dat jaar. De ep werd zowel als een 7" ep alsook in de vorm van een muziekdownload (met een bonustrack) uitgegeven.
Het optreden ter ere van het 10-jarige bestaan van de band in Metro, een club in Chicago, werd opgenomen en er waren plannen voor een dvd die zou worden uitgegeven door Crankstrap Productions. De dvd werd echter door complicaties niet uitgegeven en de plannen werden van tafel geschoven. Fat Wreck Chords maakte in 2012 onverwachts bekend dat het eindelijk zou worden uitgebracht op 5 juni samen met Crankstrap, een samenwerkingsverband met dit label was al eerder aangekondigd in april 2011.
The Lawrence Arms tekenden een contract bij het label Epitaph Records, waar het zesde studioalbum getiteld Metropole op 28 januari 2014 werd uitgegeven.

## Band
- Chris McCaughan - gitaar, zang
- Brendan Kelly - basgitaar, zang
- Neil Hennessy - drums

## Discografie

### Studioalbums
| Jaar | Titel                        | Label             |
| ---- | ---------------------------- | ----------------- |
| 1999 | A Guided Tour of Chicago     | Asian Man Records |
| 2000 | Ghost Stories                | Asian Man Records |
| 2002 | Apathy and Exhaustion        | Fat Wreck Chords  |
| 2005 | The Greatest Story Ever Told | Fat Wreck Chords  |
| 2006 | Oh! Calcutta!                | Fat Wreck Chords  |
| 2014 | Metropole                    | Epitaph Records   |

### Splitalbums
| Jaar | Titel                                | Label             | Met                |
| ---- | ------------------------------------ | ----------------- | ------------------ |
| 2000 | Shady View Terrace/The Lawrence Arms | Castaway Records  | Shady View Terrace |
| 2001 | Present Day Memories                 | Asian Man Records | The Chinkees       |

### Verzamelalbums
| Jaar | Titel                             | Label             |
| ---- | --------------------------------- | ----------------- |
| 2005 | Cocktails & Dreams                | Asian Man Records |
| 2018 | We Are the Champions of the World | Fat Wreck Chords  |